# Břetislav Schweizar

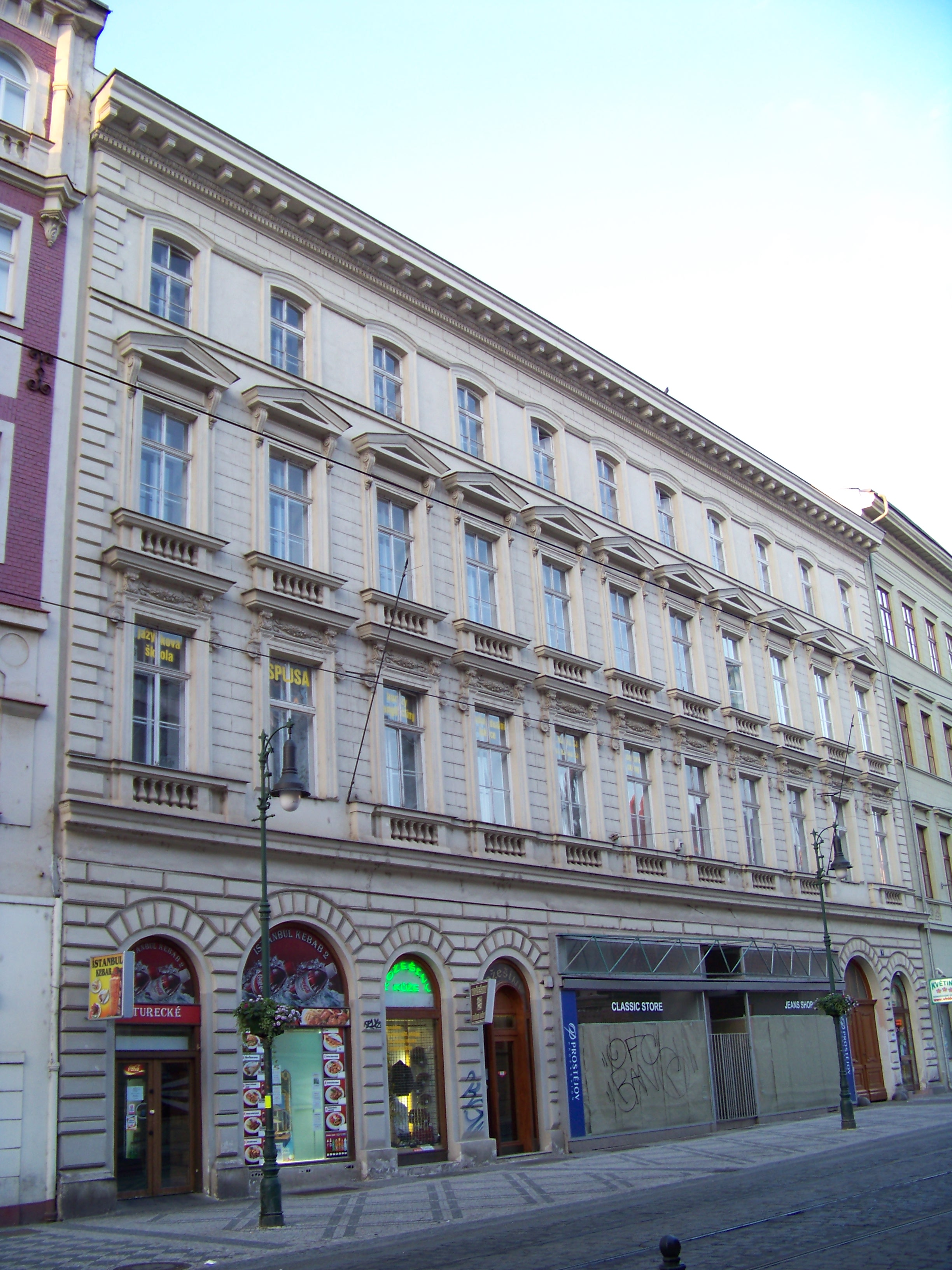
Klasicistně novorenezanční dům z let 1870–1872 na adrese Na Poříčí 1038/6, 110 00 Praha 1 - Nové Město, kde za protektorátu sídlil filatelistický obchod Břetislava Schweizera

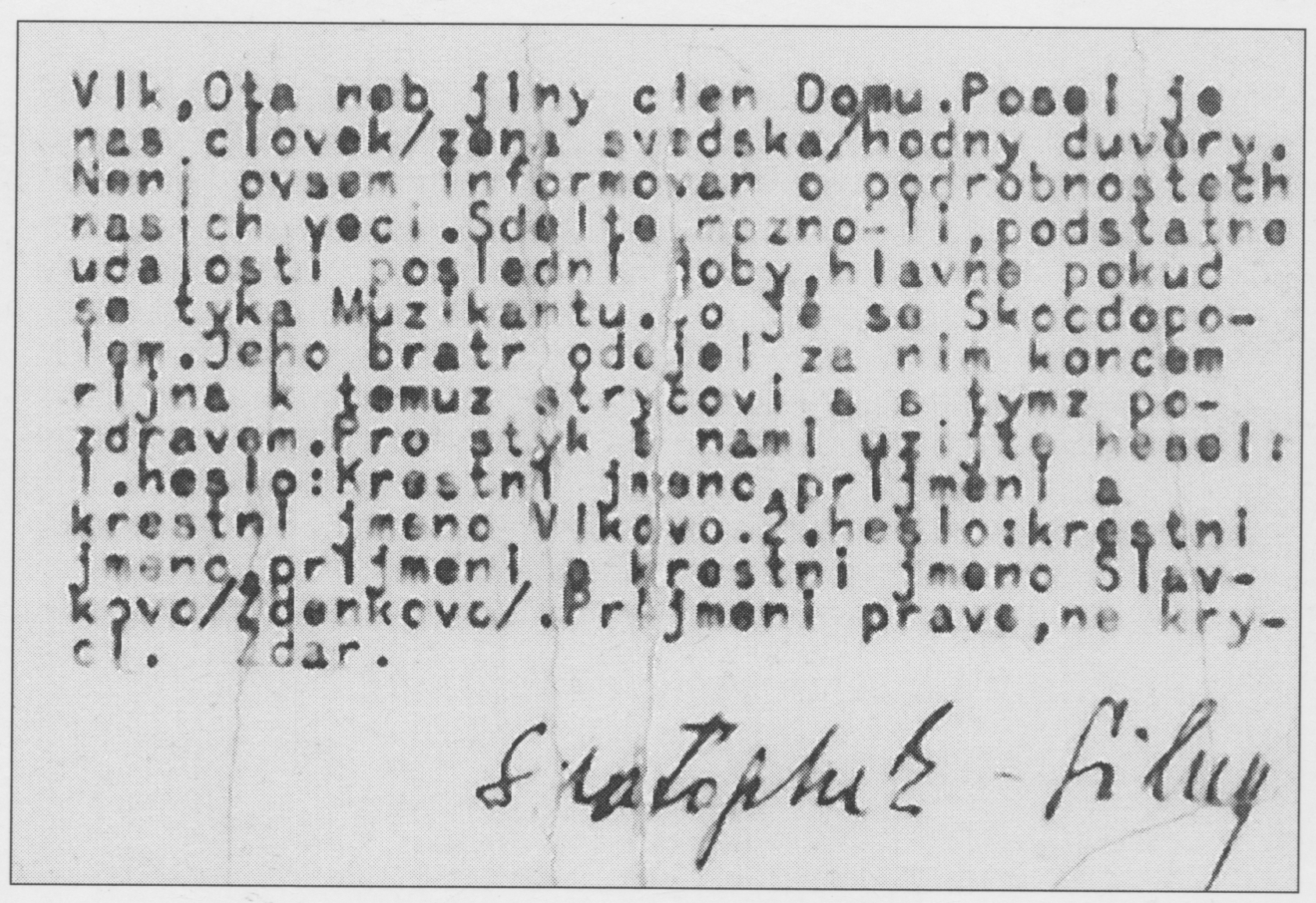
Mikrofotografie se vzkazem generála Sergeje Ingra domácímu odboji z prosince 1941

Břetislav Schweizar (3. července 1915 – 30. června 1942, Praha, Kobyliská střelnice) byl za protektorátu majitelem filatelistického krámu v Praze, který sloužil členům domácího protiněmeckého odboje jako bezpečné místo pro vzájemné předávání vzkazů. Jeho tchánem byl bývalý příslušník československých legií ve Francii Jiří Zeman, který v protektorátní době pracoval v nekomunistickém odboji jako spojka a kurýr domácího odboje do zahraničí.

## Odbojová činnost
Za protektorátu vlastnil malý filatelistický obchůdek v domě na adrese Na Poříčí 1038/6, Praha 1. Do roku 1942 sloužil tento obchod domácímu odboji (především Václavu Morávkovi) jako důležitá agenturní (zpravodajská) přepážka. Zahraniční londýnský odboj znal tuto adresu (od Václava Morávka) a doručoval „filatelistům“ zpravodajský materiál. Prostřednictvím legačního rady Vladimíra Vaňka sem v roce 1941 dopravovaly z Londýna tajná sdělení slečny Sjöhelmová a Marie Kockumová, cestující „za obchodem“, coby státní příslušnice neutrálního Švédska (obvykle ve formě mikrofotografií o velikosti několika milimetrů). Slečny bývaly ubytovány v hotelu Šroubek (Václavské náměstí 826/25) nebo hotelu Esplanade. Po útoku gestapa na jinonický akcíz (4. října 1941) bylo přerušeno radiotelegrafické spojení s Londýnem. V prosinci 1941 se ministr národní obrany exilové vlády generál Sergej Ingr (krycí jméno Svatopluk) snažil přes tuto přepážku navázat spojení s domácím odbojem a předat mu vzkaz (na mikrofotografii). Vzkaz byl adresován plukovníku Josefu Churavému (krycí jméno Vlk) nebo Václavu Morávkovi či jinému představiteli DOMU (Domácí odboj muzikantů – jiné označení pro Obranu národa). Není známo, jak byla tato přepážka odhalena, když byla předtím nejspíš nějakou dobu sledována gestapem.

### Zatčení, věznění, ...
Břetislav Schweizar a Jiří Zeman byli ve filatelistickém obchodě zatčeni gestapem 21. března 1942 – ve stejný den, kdy byl dopaden a zastřelen v Praze na Prašném mostě i Václav Morávek.
Jiří Zeman byl vězněn tři měsíce v samovazbě v Pankrácké věznici (od 21. března 1942.) Dne 30. června 1942 byl společně se svým kolegou Janem Karlem a se svým zetěm Břetislavem Schweizarem popraven zastřelením na Kobyliské střelnici. Spolu s nimi byli v tentýž den v Kobylisích popraveni také podplukovník Josef Mašín, Josef Líkař, Františka Plamínková, plukovník Josef Churavý, knihkupec Karel Šváb (* 1896), redaktor Vincenc (Vincy) Schwarz (* 9. května 1902) a jeho manželka Zdena Schwarzová (* 18. prosince 1905) a další odbojáři, celkem 70 osob.

## Připomínky Břetislava Schweizara
- Jméno Břetislava Schweizara je uvedeno na pamětních deskách na Kobyliské střelnici v Praze:

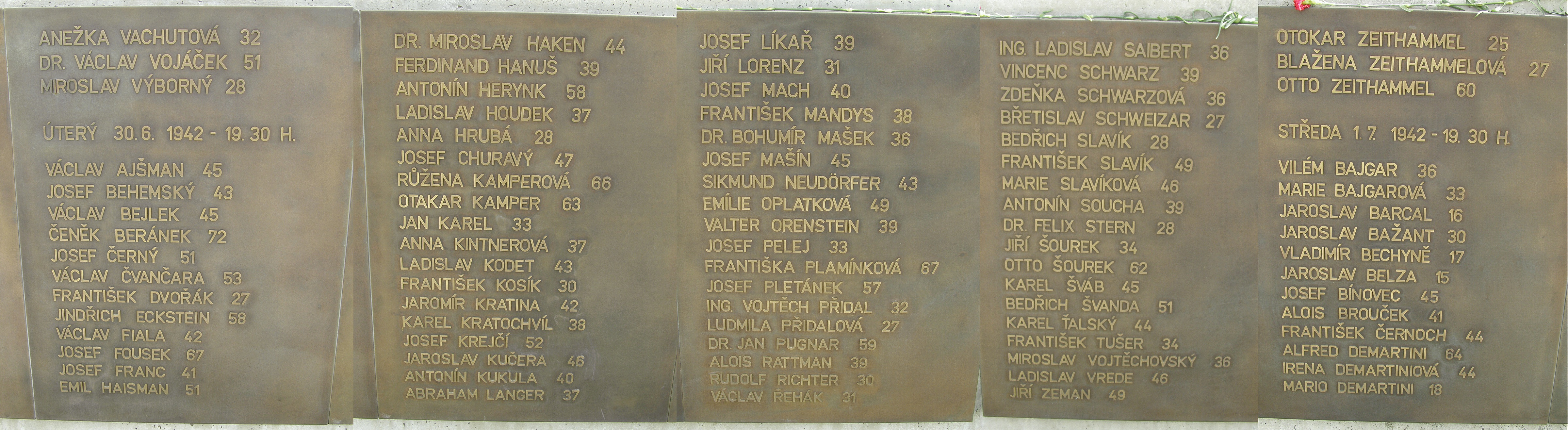
Pět bronzových desek se jmény popravených v úterý dne 30. června 1942 v 19.30

- Břetislav Schweizar je uveden i v popravním protokolu ze dne 30. června 1942 a vzpomenulo se na něj i při tryzně konané v roce 1947:

Seznamy popravených v Praze na Kobyliské střelnici dne 30. června 1942
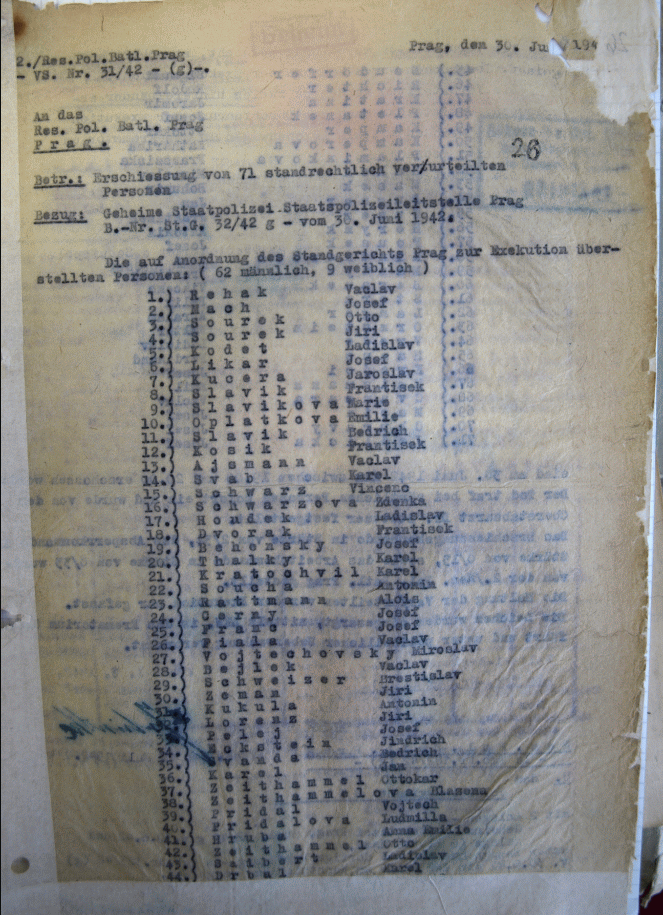
Popravní protokol z 30. června 1942 (1. strana, německý originál)
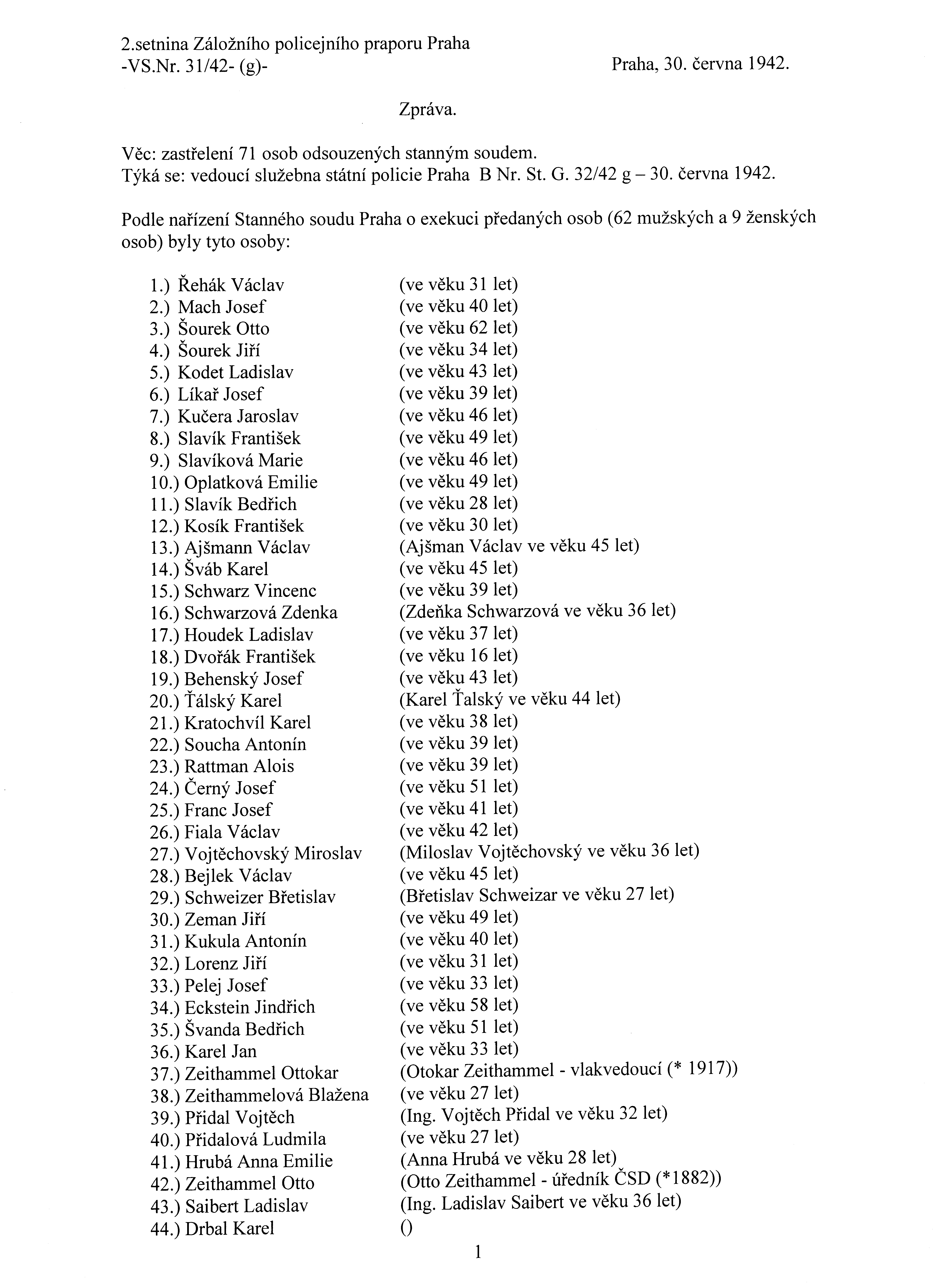
Popravní protokol z 30. června 1942 (1. strana, překlad do češtiny)
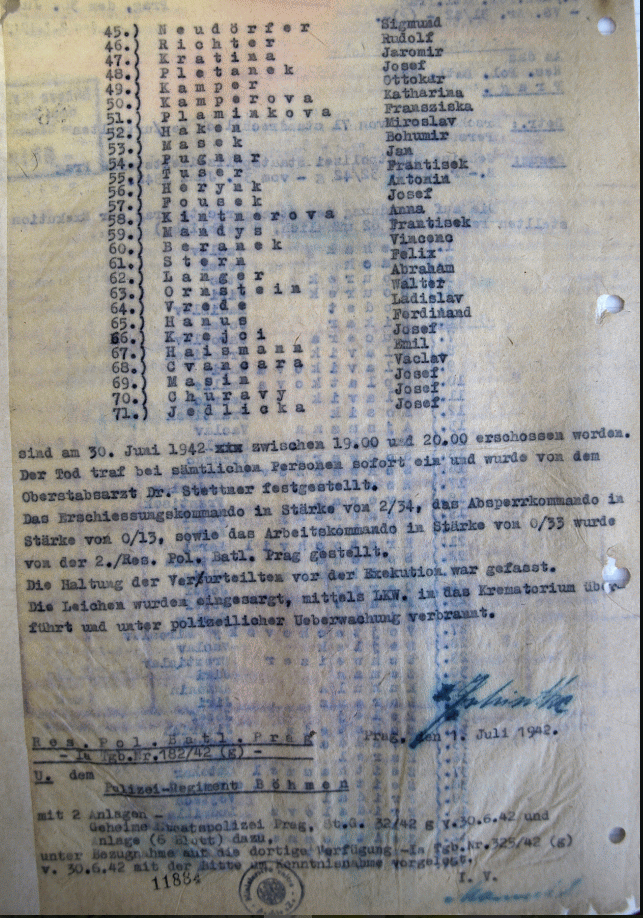
Popravní protokol z 30. června 1942 (2. strana, německý originál)
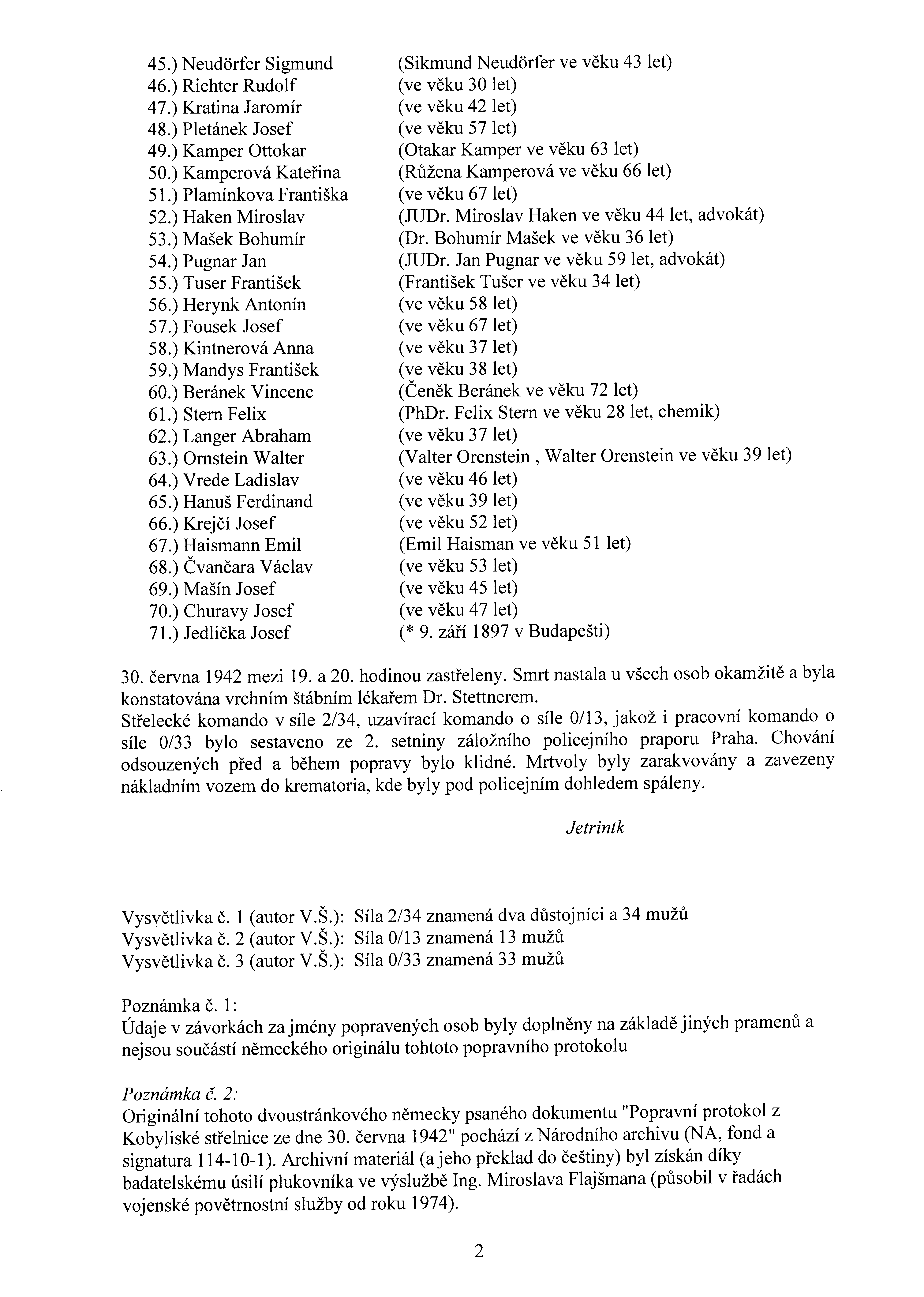
Popravní protokol z 30. června 1942 (2. strana, překlad do češtiny)
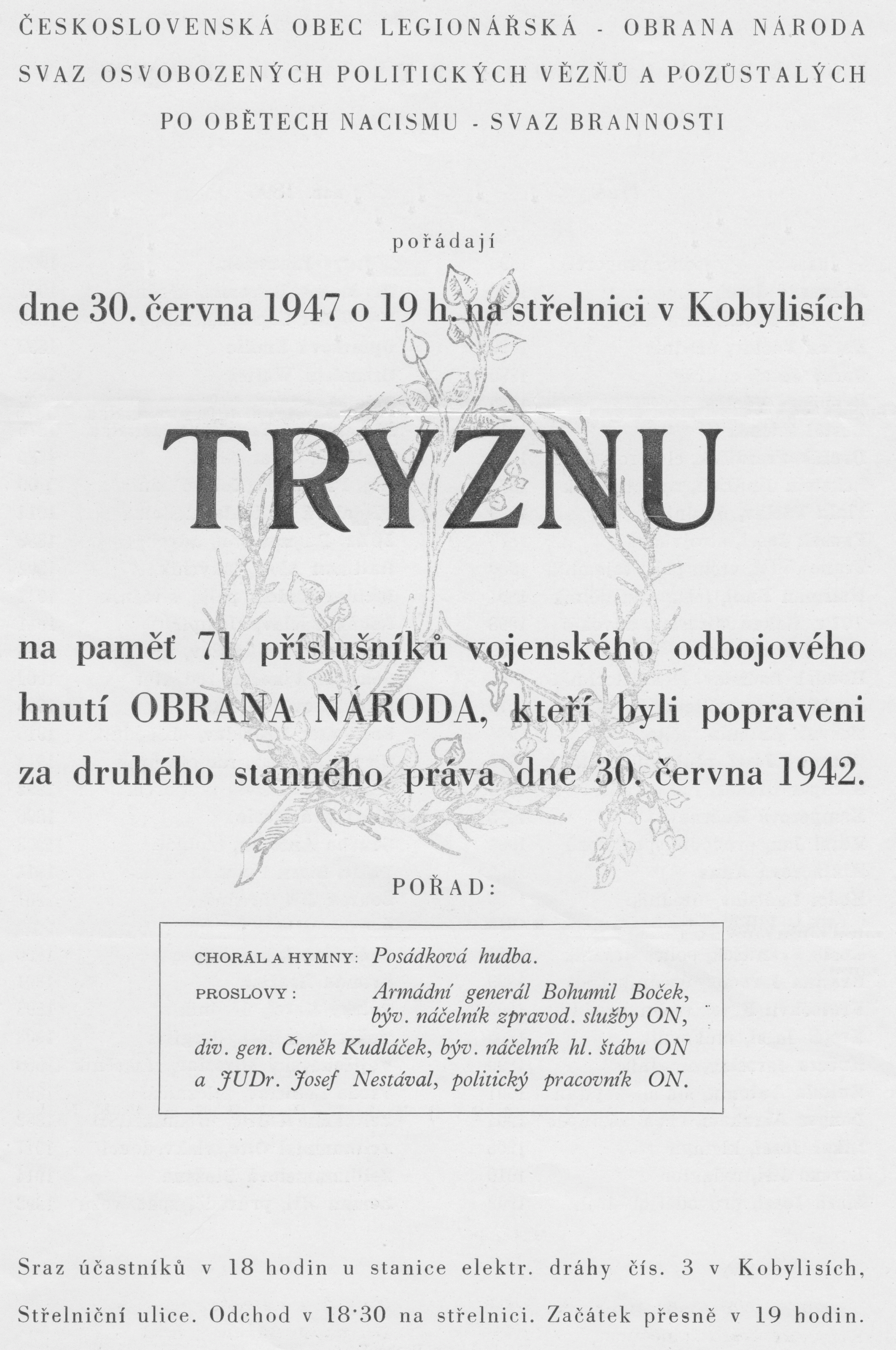
Tryzna (30. června 1947), titulní strana dokumentu
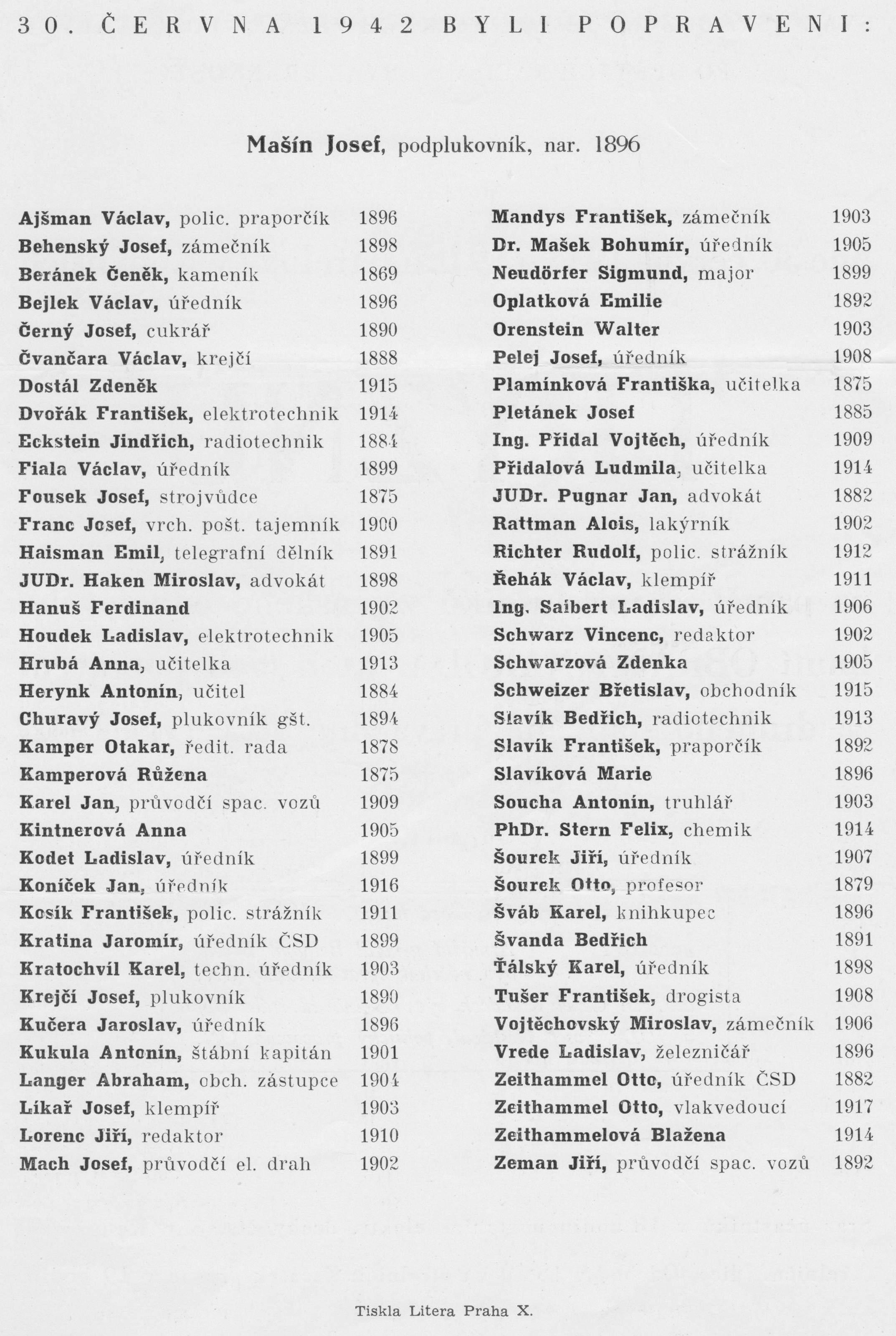
Trizna (30. června 1947), Seznam popravených